# محمد الشبوكي

## مولده ونشأته
هو محمّد بن عبد الله الشبايكي، المدعوّ الشّيخ الشبوكي، من قبيلة الشبايكيّة، إحدى بطون أولاد حميدة من الفرع الأكبر للنّمامشة. أحد أعلام الرّبع الأوّل من هذا القرن، وُلِد عام 1916 م، ببحيرة الأرنب إحدى بَوَادِي مدينة الشّريعة، بمنطقة ثليجان بولاية تبسة.

تتلمذ الشبوكي بادئ ذي بدئ على والده؛ فحفظ جزءا من القرآن الكريم، ثمّ التحق بكُتّاب الأسرة، فحفظ القرآن كلَّه، وعددا من المتون العلميّة والمتنوّعة، ومجموعة من أشعار العرب القديمة.
كما أخذ عن الشيخ العربي التبسي أصول اللغة والفقه ثم انتقل بعدها إلى واحة «نفطة» بولاية توزر بالجنوب التّونسي؛ لتلقّي المبادئ العلميّة عن شيوخ أجِلاّء
كالشّيخ محمّد بن أحمد والشّيخ إبراهيم الحدّاد والشّيخ محمّد العروسي العبّادي والشّيخ التابعي بن الوادي.
وفي عام 1934 م تحوّل الشّاعر إلى تونس العاصمة؛ لمواصلة الدراسة بجامع الزيتونة، إلى أن أحرز شهادة التّحصيل سنة 1942 م.

## نشاطه وأعماله
عاد الشيخ الشبوكي من تونس إلى وطنه الجزائر، وانضمّ إلى سلك التّعليم في المدارس الحرّة تحت إشراف جمعية العلماء المسلمين الجزائريين في كلّ من: مدرسة تهذيب البنين والبنات بمدينة تبسة ومدرسة الحياة في مدينة الشريعة ومدرسة التّربية والتعليم بمدينة باتنة شرق الجزائر.
وفي الوقت عينِه، كان مشاركا في النّضال السّياسي الوطنيّ، وعضواً عاملاً في حركة جمعية العلماء المسلمين الجزائريين، ثمّ عضواً في مجلسِها الإداريّ في مرحلتها الأخيرة.

### التحاقه بثورة التّحرير
باندلاع ثورة التحرير الكبرى في الفاتح من نوفمبر 1954 م، التحق الشّيخ محمد الشبوكي عمليّا عام 1955، وانضمّ إلى أوّل خليّةٍ ثوريّة أُسِّست بـالشريعة في ولاية تبسة، وقد كُلِّف بالتّوجيه والإعلام، وبثِّ الدّعاية للثّورة.
ومنذ اندلاع الثّورة التّحريرية، وُجِّهت أصابعُ الاتِّهام إلى كلّ أنصار جمعية العلماء المسلمين الجزائريين وإلى الشّعب الجزائريّ كلِّه، فكانت الدّائرة الاستعمارية تُحكِم حلقاتِها على كلّ من شارك في تعليم اللّغة العربيّة، أو نشر في الشّعب مبادئَ الإسلام.

### في سجون الاستعمار
في ليلة من شهر فبراير من سنة 1956، ألقت السّلطات الفرنسية القبضَ على الشّاعر، ووُضِع في المعتقلات الوحشيّة الّتي بقي فيها ستّ سنوات كاملة.
تعرّض محمد الشبوكي إلى أنواع كثيرةٍ من التّعذيب، وهو يعترف بذلك فيقول:
| محمد الشبوكي | تعرّضنا في المعتقلات إلى أنواعٍ كثيرة من الممارسات اللاّإنسانية ! ومن الأمثلة على ذلك أنّ الجنودَ الفرنسيّين كانوا يقتحمون علينا الزِّنزانات ونحن نائمون، وبأيديهم عِصِيٌّ، فيشرعون فيضربِنا وتفتيشِنا بكلّ وحشية | محمد الشبوكي |

.
وعلى عادة العلماء بدخولهم السجون، قرأ محمد الشبوكي مجموعةً كبيرةً من الكتب الأدبيّة في تلك المعتقلات، إلاّ أنّ المستعمرَ كان كما قال الشّيخ الشّبوكي:
| محمد الشبوكي | يُحاصرنا ويُمزّق الكتب أو الأوراق الّتي يجدها بحوزتنا ! وعلى الرّغم من أنّني كتبتُ العديد من القصائد الشّعرية -وأنا في المعتقل– فإنّ الاستعمارَ أحرقَها كلَّها ! ولم تنْجُ من سطوته إلاّ بعضُ الأشعار القليلة جدّا | محمد الشبوكي |

.
كما قام الشبّوكي بِمَهمَّةِ التّعليم لكلّ الإخوة المعتقَلين الّذين هم بحاجة إلى ذلك، فيقول:
| محمد الشبوكي | وكنّا نؤدّي هذا العمل بطريقة مُحكمةٍ، وآتت نتائجَها الطيّبة، بحيث عندما أطلقوا سراحي وجدتُ الكثير ممّن كانوا يتعلّمون عندنا في المعتقلات قد واصلوا تعلُّمَهم، حتّى أصبحوا بعد ذلك إطاراتٍ مثقّفةً بعد أن كانوا أميّين أو أشباهَهم | محمد الشبوكي |

.
| محمد الشبوكي | ومن ذلك: عقدُ النّدوات الأدبيّة داخل الغرف القصديرية الّتي نسكنها، رُغم الموانع الّتي تفرضها حراسة المعتقل، ففي(بوسوي) -مثلا- حُشِرت نخبةٌ معتبرة من الأدباء والشّعراء والمعلّمين في مكان واحد، واستطعنا بذلك أن نُكوِّن حركةً ثقافيّة توجيهيّة قويّة؛ فكانت مرحلةً من أثمن مراحلِ حياتنا في المعتقلات | محمد الشبوكي |

.

### بعد الاستقلال
أُطلق سراحُ الشيخ محمد من هذه المعتقلات يوم 13 مارس 1962 م، فعاد إلى مهنةِ التّعليم أستاذَا في الثّانويّة، ثمّ أصبح عضواً بالمجلس الإسلاميّ الأعلى، ورئيساً بالمجلس الشّعبي البلدي ببلديّة الشريعة في ولاية تبسة من 1963 إلى غاية 1975.
ثمّ كان عضوا بالمجلس الولائي بتبسة من 1975 إلى غاية 1979، حيث انتُخِب رئيساً للمجلس الشّعبي الولائيّ، وأخيرا نائبا بالمجلس الشّعبي الوطني في مرحلته الثّالثة.

### نماذج من شعره
كل قصائده كانت عن الثورة والوطن أهمها وأشهرها قصيدة «جزائرنا» والتي لحنت وغناها الجزائريون:
| و تحيا الضحايا، ويحيا العلمْ |

## وفاته
توفي محمد الشبوكي عن عمر يناهز 89 سنة يوم الاثنين 6 جمادى الأولى 1426 هـ الموافق لـ 13 جوان 2005. وله ولدان هما سعدان (رئيس جامعة المدية) والمهندس صالح.

## وصلات خارجية
- محمد الشبوكي على موقع أرشيف الشارخ.
- الموقع الرسمي للشيخ الشبوكي